# Simfonia núm. 7 (Mozart)
La Simfonia núm. 7 en re major, K. 45, és una composició de Wolfgang Amadeus Mozart acabada a Viena el gener de 1768, poc després que la família Mozart tornés d'una visita a Olomouc i Brno, a Moràvia. La seva estrena es va produir probablement en un concert privat. D'acord amb l'analista Neal Zaslaw, podria ser en un concert promocionat pel príncep von Galitzin, l'ambaixador rus, en la seva residència de Viena cap al de març de 1768.
La simfonia va ser remodelada pel mateix Mozart que la va convertir en l'obertura de la seva òpera, La finta semplice, K 51, composta i interpretada en data posterior al 1768. Així mateix, l'obertura fou adaptada per tal de crear una simfonia, que en l'edició de 1964 del catàleg Köchel (K6) té la indicació K. 46a. La versió K. 46b fou escoltada en l'estrena de La finta semplice, a Salzburg, l'1 de maig de 1769.
Actualment, l'autògraf de la partitura es conserva en la Staatsbibliothek Preusischer Kulturbesitz de Berlín.

## Instrumentació i estructura
En la versió original de la simfonia (K. 45), la instrumentació estava constituïda dos oboès, dues trompes, dues trompetes, timbales, fagot, corda i baix continu.
En la versió de l'obertura simfònica (K. 46a) les trompetes van ser substituïdes per dues flautes, es va afegir un fagot extra, i les timbales foren suprimides.
Consta de quatre moviments:
1. Allegro, en compàs 4/4.
2. Andante, en compàs 2/4.
3. Menuetto & Trio, en compàs 3/4
4. Molto allegro, en compàs 2/4.

El Menuetto & Trio no apareix en la versió de l'obertura simfònica (K. 46a).